# Joanna Mary Silva
Joanna Mary Ribeiro Freire de Carvalho e Silva é ex-voleibolista -brasileira que contribuiu na conquista do São Paulo 1963

## Biografia
Nasceu em uma fazenda perto de Araraquara, no interior de São Paulo, em 15 de janeiro de 1935, mas foi na  capital que ingressou no esporte e acumulou  boas lembranças  de  suas conquistas. Morava em Perdizes na Zona Oeste de São Paulo, começou a praticar  voleibol porque havia um colégio religioso onde as religiosas eram simpatizantes por esportes e patrocinavam voleibol no Colégio Perdizes e neste  em torno dos 11 e 12 anos de idade iniciou sua carreira e  com apenas 14 anos, já jogava pela Seleção Paulista.
Com cerca de 14 a 15 anos, em uma época que não havia o preparo físico e técnicas  de hoje para voleibol, chegou a disputar uma partida do campeonato brasileiro com duração de 4 horas em São Paulo, para um esporte ainda amador, percebe-se  que era uma geração que jogava por paixão e sem nenhuma remuneração para isso.
Tempos depois  o  Esporte Clube Pinheiros  a convidou para jogar, mas optou por jogar pelo Clube Atlético Paulistano por muitos anos e aos 16 anos teve sua primeira  convocação para Seleção Brasileira de Voleibol Feminino disputando a primeira edição do Campeonato Sul-Americano de Voleibol Feminino de 1951 conquistando a medalha de ouro..
Durante muitos anos  foi considerada a melhor jogadora de voleibol do Brasil, a jogadora e atleta do ano, a exemplo entre os homens era o atleta do ano, nada mais, nada menos que Pelé. Outra ocasião foi ao lado de: Éder Jofre no boxe, escolhidos os atletas do ano, por muitos anos  ela  era no feminino a atleta do ano. 
Jogava na função de cortadora, no sistema 4x2 da época, com 1,73 m de altura considera alta para a época, fato que a credenciava para as convocações da seleção. Participou do Campeonato Sul-Americano de Voleibol Feminino de 1956 e mais uma vez conquistou o ouro no qual foi eleita a melhor jogadora da competição e escolhida como porta-bandeira da delegação do Brasil.
Em um enquete em cada esporte no mundo, na modalidade do voleibol  foi escolhida a melhor jogadora do mundo, mesma enquete que elegeu  uma atleta russa como a melhor no atletismo, no tênis foi a Maria Esther Bueno. 
Casou-se em 1958 e foi mãe  no ano seguinte, por isso parou de jogar momentaneamente. Mas, quando seu filho nasceu, saiu do Pinheiros, e na maternidade me levarem a proposta do Paulistano onde passou a jogar quando retornou ao voleibol.Voltou a jogar próximo ao Pan-Americano  de 1963 quando seu filho já tinha 4 anos de idade e após a medalha de ouro seu Paulistano lhe condecorou com uma bela placa. Ficou muitos anos no Paulistano e disputou  pela última vez em Campeonato Sul-Americano quando foi a última vez que o Brasil conquistou o ouro de sua geração ganhando do Peru. Devido a inúmeros problemas pessoais, após a perda do seu filho,  parou de jogar em competições oficiais e jogava apenas como veterana no Pinheiros. Pela seleção participou ainda de uma turnê contra seleção japonesa e depois só como veterana Pinheiros até 1988.